# Henrich Wessels
Heinrich Wessels (ur. 8 kwietnia 1877, zm. 16 września 1918) – niemiecki as myśliwski z czasów I wojny światowej z 6 potwierdzonymi zwycięstwami powietrznymi.
Heinrich Wessels w 1918 roku służył w Marine Feldjagdstaffel Nr. I. Pierwsze zwycięstwo powietrzne odniósł 9 marca. Ostatnie potwierdzone zwycięstwo odniósł 25 lipca nad Sopwith Camel w okolicach Pervyse. 16 września został zestrzelony w okolicach Oberschoneweide. Zmarł tego samego dnia z odniesionych ran.